# Bukit Tojlinkee
Bukit Tojlinkee är ett berg i Indonesien.   Det ligger i provinsen Aceh, i den västra delen av landet, 1 800 km nordväst om huvudstaden Jakarta. Toppen på Bukit Tojlinkee är 999 meter över havet.
Terrängen runt Bukit Tojlinkee är huvudsakligen kuperad. Runt Bukit Tojlinkee är det mycket glesbefolkat, med 2 invånare per kvadratkilometer. I omgivningarna runt Bukit Tojlinkee växer i huvudsak städsegrön lövskog.